# Pterygocythereis jonesii
Pterygocythereis jonesii är en kräftdjursart som först beskrevs av Baird 1850.  Pterygocythereis jonesii ingår i släktet Pterygocythereis, och familjen Trachyleberididae. Arten är reproducerande i Sverige.